# The World We Knew (Over and Over)
«The World We Knew (Over and Over)» es una canción grabada por Frank Sinatra en 1967. Se basa en una composición de Bert Kaempfert.
Apareció por primera vez en el álbum de 1967 de Sinatra The World We Knew y fue lanzada como sencillo ese mismo año. Alcanzó el puesto treinta en la lista Billboard Hot 100 en septiembre de 1967. En la lista Easy Listening de Billboard, pasó cinco semanas en el número uno y fue el sexto y último sencillo de Sinatra en encabezar esa lista.
Charles Aznavour adaptó la canción al francés para Paul Mauriat y Mireille Mathieu llamada «Un monde avec toi». Fred Bongusto adaptó la canción al italiano llamada «Ore D'Amore». Josh Groban hizo una versión de la canción en su álbum Harmony.